# Comuna Ivanceanî, Zbaraj
Ivanceanî (în ucraineană Іванчани) este o comună în raionul Zbaraj, regiunea Ternopil, Ucraina, formată din satele Ivanceanî (reședința) și Mala Berezovîțea.

## Demografie
Componența lingvistică a comunei Ivanceanî
     Ucraineană (98,93%)
     Alte limbi (1,08%)
Conform recensământului din 2001, majoritatea populației comunei Ivanceanî era vorbitoare de ucraineană (98,93%), existând în minoritate și vorbitori de alte limbi.